# پایه (جبر خطی)

یک بردار مشابه را می‌توان در دو پایه متفاوت نمایش داد (پیکان‌های ارغوانی و قرمز).

در ریاضیات، زیرمجموعه‌‌ای مانند {\displaystyle {\mathcal {B}}=\{v_{1},\cdots ,v_{n}\}} از بردارهای یک فضای برداری {\displaystyle V} را پایهٔ {\displaystyle V} می‌نامیم (به انگلیسی: basis) اگر بتوان هر عنصری از {\displaystyle V} را به صورت ترکیب خطی یکتا از عناصر {\displaystyle {\mathcal {B}}} نوشت. به عناصر {\displaystyle {\mathcal {B}}} بردارهای پایه گفته می‌شود. ضرایب این ترکیب خطی مختصات آن بردار نسبت به پایهٔ {\displaystyle {\mathcal {B}}} نامیده می‌شوند.
یک فضای برداری می‌تواند چندین پایه داشته باشد. با این حال همه پایه‌ها تعداد عناصرشان یکسان خواهد بود که به آن بعد فضای برداری گفته می‌شود.

## تعریف
زیرمجموعهٔ {\displaystyle {\mathcal {B}}=\{v_{1},\cdots ,v_{n}\}} از بردارهای فضای برداری {\displaystyle V} را پایهٔ {\displaystyle V} می‌نامیم اگر دو خاصیت زیر را داشته باشد:
- {\displaystyle {\mathcal {B}}} مستقل خطی باشد. به عبارتی دیگر عناصر {\displaystyle {\mathcal {B}}} ترکیب خطی یکدیگر نباشند.[۳]
- {\displaystyle {\mathcal {B}}} مولد {\displaystyle V} باشد: {\displaystyle V=\operatorname {Span} (B)}. به بیان دیگر هر عنصر {\displaystyle V} یک ترکیب خطی از عناصر {\displaystyle {\mathcal {B}}} باشد.[۴]

از این خواص نتیجه می‌شود که می‌توان هر عنصری از {\displaystyle V} را به صورت یک ترکیب خطی یکتا از عناصر {\displaystyle {\mathcal {B}}} نوشت. در نتیجه این دو تعریف با یکدیگر معادل اند.

### نتایج و قضایا

#### قضیه مجموعه مولد
اگر {\displaystyle S} یک مجموعهٔ مولد برای فضای {\displaystyle V\neq \{0\}} باشد (ولی لزوماً مستقل خطی نباشد)، زیرمجموعه‌ای از {\displaystyle S} وجود دارد که پایهٔ {\displaystyle V} باشد. چنین زیرمجموعه‌ای را می‌توان با چند عمل حذف به شرح زیر پیدا کرد:
اگر {\displaystyle S} مستقل خطی نباشد یعنی عنصری مانند {\displaystyle v_{k}} در آن وجود دارد که می‌توان آن را به صورت ترکیب خطی عناصر دیگر نوشت. در این صورت با حذف این عنصر، مجموعهٔ {\displaystyle S\backslash \{v_{k}\}} هنوز مولد {\displaystyle V} خواهد بود.
با توجه به این قضیه می‌توان نتیجه گرفت که یک پایه کوچک‌ترین مولد {\displaystyle V} است. چون اگر یک بردار دیگر را حذف کنیم، بردار محذوف ترکیب خطی از بردارهای دیگر نخواهد بود و در نتیجه دیگر مولد {\displaystyle V} نخواهد بود.

#### قضیه مجموعه مستقل خطی
اگر {\displaystyle S} یک مجموعهٔ مستقل خطی در فضای {\displaystyle V\neq \{0\}} باشد (ولی لزوماً مولد نباشد)، مجموعهٔ بزرگتر {\displaystyle S\subseteq {\mathcal {B}}} وجود دارد که پایهٔ {\displaystyle V} باشد.
چنین مجموعه‌ای را می‌توان با چند عمل گسترش پیدا کرد. به خاطر عمل گسترش و حذف در قضیهٔ قبل به این دو قضیه «قضیهٔ استخراج پایه» و «قضیهٔ توسعه به پایه» نیز می‌گویند.
با توجه به این قضیه می‌توان نتیجه گرفت که یک پایه همچنین بزرگترین مجموعهٔ مستقل خطی ممکن است. چون اگر یک بردار دیگر به آن اضافه کنیم، طبق تعریف می‌توان این بردار را به صورت ترکیب خطی بردارهای قبلی نوشت. در نتیجهٔ این دو قضیه، این دو تعریف با تعریف اصلی معادل اند.

#### قضیه پایه
پایهٔ یک فضای برداری یکتا نیست ولی تمام پایه‌های آن به تعداد برابری عضو خواهند داشت. اگر پایه‌های یک فضای برداری {\displaystyle V} به تعداد {\displaystyle n} عضو داشته باشند آن فضا را {\displaystyle n}-بعدی می‌نامیم. بعد یک فضای برداری را با {\displaystyle \operatorname {dim} (V)} نمایش می‌دهیم. طبق تعریف قراردادی {\displaystyle \operatorname {dim} (\{0\})=0}.
اگر {\displaystyle H} زیرفضای {\displaystyle V} باشد {\displaystyle \operatorname {dim} (H)\leqslant \operatorname {dim} (V)}.
قضیهٔ پایه بیان می‌کند که اگر {\displaystyle \operatorname {dim} (V)=n>0}‌ باشد، هر زیرمجموعهٔ مستقل خطی و {\displaystyle n} عضوی از اعضای {\displaystyle V} پایهٔ {\displaystyle V} است. همچنین هر زیرمجموعهٔ مولد {\displaystyle V} و {\displaystyle n} عضوی از اعضای {\displaystyle V} پایهٔ {\displaystyle V} است.
هیچ زیرمجموعه‌ای از {\displaystyle V} با تعداد اعضای بیشتر از {\displaystyle n} مستقل خطی نخواهد بود و هیچ زیرمجموعه‌ای از {\displaystyle V} با تعداد اعضای کمتر از {\displaystyle n} مولد {\displaystyle V} نخواهد بود.

## دستگاه مختصات
طبق تعریف، یک فضای برداری با نام فرضی {\displaystyle U} به صورت {\displaystyle U=(V,+,\cdot )} تعریف می‌شود که در آن {\displaystyle V} مجموعهٔ تمام بردارهای فضای {\displaystyle U} است. توجه کنید که در بیشتر موارد خود فضا ({\displaystyle U}) نامگذاری نمی‌شود و به جایش برای اشاره به آن از عبارت «فضای {\displaystyle V}» استفاده می‌کنیم.
دستگاه مختصاتی دکارتی محیطی برای نگاشت بردارهای اقلیدسی به یک {\displaystyle n}-تایی مرتب فراهم می‌کند. هر چند هر فضای برداری {\displaystyle n}-بعدی لزوماً اقلیدسی نیست، می‌توان رفتار تقریباً مشابهی با آن داشت.
اگر {\displaystyle {\mathcal {B}}=\{v_{1},\cdots ,v_{n}\}} پایهٔ فضای {\displaystyle V} باشد، هر بردار {\displaystyle u\in V} را می‌توان به صورت یک ترکیب خطی یکتا از عناصر {\displaystyle {\mathcal {B}}} نوشت: {\displaystyle u=c_{1}v_{1}+\cdots +c_{n}v_{n}}
ضرایب این ترکیب خطی را مختصاتِ بردار {\displaystyle u} (نسبت به پایهٔ {\displaystyle {\mathcal {B}}}) می‌نامیم: {\displaystyle c_{1},\cdots ,c_{n}}
نمایش این ضرایب در یک {\displaystyle n}-تایی مرتب را بردار مختصاتیِ {\displaystyle u} (نسبت به پایهٔ {\displaystyle {\mathcal {B}}}) می‌نامیم و آن را با {\displaystyle [u]_{\mathcal {B}}} نمایش می‌دهیم: {\displaystyle [u]_{\mathcal {B}}=(c_{1},\cdots ,c_{n})}
تابع نمایش استانداردِ {\displaystyle V} (نسبت به پایهٔ {\displaystyle {\mathcal {B}}}) به صورت {\displaystyle \phi _{\mathcal {B}}(u)=[u]_{\mathcal {B}}} تعریف می‌شود. تبدیل خطی {\displaystyle \phi _{\mathcal {B}}:u\mapsto [u]_{\mathcal {B}}} نگاشت مختصاتی {\displaystyle V} به {\displaystyle F^{n}} (نسبت به پایهٔ {\displaystyle {\mathcal {B}}}) است ({\displaystyle \phi _{\mathcal {B}}:V\rightarrow F^{n}}).
به «فضای {\displaystyle F^{n}}» فضای مختصاتیِ {\displaystyle V} می‌گوییم. میدان {\displaystyle F} معمولاً اعداد حقیقی فرض می‌شود: {\displaystyle F=\mathbb {R} }
{\displaystyle \phi _{\mathcal {B}}(c_{1}v_{1}+\cdots +c_{n}v_{n})=(c_{1},\cdots ,c_{n})=[u]_{\mathcal {B}}}
{\displaystyle \varphi _{\mathcal {B}}(c_{1},\cdots ,c_{n})=\phi _{\mathcal {B}}^{-1}(c_{1},\cdots ,c_{n})=c_{1}v_{1}+\cdots +c_{n}v_{n}=u}

#### مثال
اگر {\displaystyle V={\mathcal {P}}_{2}} مجموعهٔ تمام چندجمله‌ای‌های با درجهٔ حداکثر ۲ باشد و {\displaystyle {\mathcal {B}}=\{x^{2},x,1\}} باشد، {\displaystyle 2x^{2}+3x+4} یک بردار با مختصات {\displaystyle 2,3,4} در فضای {\displaystyle V} است و بردار مختصاتی آن {\displaystyle [2x^{2}+3x+4]_{\mathcal {B}}=(2,3,4)}، یک بردار اقلیدسی در فضای سه‌بعدی خواهد بود. تابع نمایش استاندارد {\displaystyle \phi _{\mathcal {B}}(ax^{2}+bx+c)=(a,b,c)} را یک نگاشت مختصاتی می‌نامیم.

## پایه استاندارد

هر برداری مانند در فضای سه‌بعدی را می‌توان به صورت ترکیب خطی یکتا از پایه‌های استاندارد نوشت:

در فضای اقلیدسی دوبعدی دو بردار پایهٔ استاندارد {\displaystyle {\hat {i}}=(1,0)} و {\displaystyle {\hat {j}}=(0,1)} پایهٔ استاندارد فضا را تشکیل می‌دهند.
در فضای اقلیدسی سه‌بعدی سه بردار پایهٔ استاندارد {\displaystyle {\hat {i}}=(1,0,0)} و {\displaystyle {\hat {j}}=(0,1,0)} و {\displaystyle {\hat {j}}=(0,0,1)} پایهٔ استاندارد فضا را تشکیل می‌دهند.
در فضای اقلیدسی {\displaystyle n}بعدی پایهٔ استاندارد فضا متشکل از {\displaystyle n} بردار پایه {\displaystyle e_{1}=(1,0,\cdots ,0)} و ... و {\displaystyle e_{n}=(0,\cdots ,0,1)} است.
پایه‌های استاندارد یکه و بر یکدیگر عمود (یا یکامتعامد) هستند.
با داشتن یک پایهٔ دلخواه از یک فضای برداری، به کمک الگوریتم گرام اشمیت می‌توان یک پایهٔ یکامتعامد برای آن فضا پیدا کرد.